# Antoine-Joseph Preira
 (août 2025).
La mise en forme du texte ne suit pas les recommandations de Wikipédia : il faut le « wikifier ».
Les points d'amélioration suivants sont les cas les plus fréquents. Le détail des points à revoir est peut-être précisé sur la page de discussion.
- Les titres sont pré-formatés par le logiciel. Ils ne sont ni en capitales, ni en gras.
- Le texte ne doit pas être écrit en capitales (les noms de famille non plus), ni en gras, ni en italique, ni en « petit »…
- Le gras n'est utilisé que pour surligner le titre de l'article dans l'introduction, une seule fois.
- L'italique est rarement utilisé : mots en langue étrangère, titres d'œuvres, noms de bateaux, etc.
- Les citations ne sont pas en italique mais en corps de texte normal. Elles sont entourées par des guillemets français : « et ».
- Les listes à puces sont à éviter, des paragraphes rédigés étant largement préférés. Les tableaux sont à réserver à la présentation de données structurées (résultats, etc.).
- Les appels de note de bas de page (petits chiffres en exposant, introduits par l'outil «  Source ») sont à placer entre la fin de phrase et le point final[comme ça].
- Les liens internes (vers d'autres articles de Wikipédia) sont à choisir avec parcimonie. Créez des liens vers des articles approfondissant le sujet. Les termes génériques sans rapport avec le sujet sont à éviter, ainsi que les répétitions de liens vers un même terme.
- Les liens externes sont à placer uniquement dans une section « Liens externes », à la fin de l'article. Ces liens sont à choisir avec parcimonie suivant les règles définies. Si un lien sert de source à l'article, son insertion dans le texte est à faire par les notes de bas de page.
- La présentation des références doit suivre les conventions bibliographiques. Il est recommandé d'utiliser les modèles {{Ouvrage}}, {{Chapitre}}, {{Article}}, {{Lien web}} et/ou {{Bibliographie}}. Le mode d'édition visuel peut mettre en forme automatiquement les références.
- Insérer une infobox (cadre d'informations à droite) n'est pas obligatoire pour parachever la mise en page.

Pour une aide détaillée, merci de consulter Aide:Wikification.
Si vous pensez que ces points ont été résolus, vous pouvez retirer ce bandeau et améliorer la mise en forme d'un autre article.
 (août 2025).
- Si vous ne connaissez pas le sujet, laissez ce bandeau (vous pouvez alors contacter les auteurs).
- Si vous supprimez le contenu mis en cause (vous pouvez préalablement contacter les auteurs),

argumentez précisément cette suppression dans la page de discussion
(un manque de référence n'est pas un argument ; une recherche réelle de référence doit avoir été effectuée, être formellement documentée).
Antonio José Preira Baladares ou Valadareou Valadarès (né en le 27 août 1782, à Guimarães, au Portugal), également connu sous le nom d'Antoine Joseph Preira ou le nom de guerre de Balidar, était un corsaire d'origine portugaise mais opérant dans la Manche sous pavillon français pendant les guerres napoléoniennes.

## Carrière
À huit ans, Preira commença une carrière d'apprenti marin.
Après avoir été capturé et fait prisonnier en France, il s'enrôla sur un corsaire près de Saint-Pol-de-Léon, une région qui abritait déjà un certain nombre de marins portugais. Il servit comme quartier-maître à bord de La Réciprocité, un lougre de 14 canons appartenant à l'armateur Jean-François-Tranquille Quenouille (futur maire de Dieppe de 1819 à 1823), dit Quenouille l'Aîné, et sous le commandement du capitaine Vincent Pouchin.

### Capitaine duPoint du Jour
En juin 1808, ayant francisé son prénom en « Antoine Joseph » et adopté le surnom de « Balidar », il prit le commandement du Point du Jour, une barge gréée en lougre avec un équipage de 34 hommes, armée d'un canon de 2 livres et de deux pierriers. Il captura notamment le navire marchand Goodrich, qu'il ramena à Saint-Malo. La Lloyd's List rapporta que, le 22 juillet 1808, le Goodrich, commandé par le capitaine Nicolle, avait été capturé par un corsaire alors qu'il naviguait de Guernesey à Gibraltar mais qu'une partie de son équipage avait pu regagner Guernesey. Un rapport publié un mois plus tard indiquait que le Goodrich avait été finalement emmené à Roscoff.

### Capitaine de l'Embuscade
En septembre 1808, Balidar prit le commandement de l'Embuscade, un navire flambant neuf avec un équipage de 89 à 100 hommes. Il en fut le capitaine lors de deux croisières financées par Quenouille. Le 30 décembre, l'Embuscade rencontra un lougre britannique de 16 canons et le combattit jusqu'à ce que Balidar tente vainement un abordage. Les deux navires se séparèrent alors, et l'Embuscade rentra au port avec 15 hommes tués et 22 grièvement blessés. Son adversaire était très probablement le Sandwich, un lougre armé de location, commandé par le lieutenant Atkins. Le Sandwich compta un homme tué et sept blessés (dont deux grièvement).
Le 17 mars 1809, la Lloyd's List rapportait que l'Embuscade avait capturé le Vanguard après une bataille d'une heure et demie. Le Vanguard naviguait de Trinidad à Londres, et l'Embuscade l'avait conduit à Dieppe. Auparavant, le Vanguard avait réussi à capturer un corsaire français et à repousser les attaques de deux autres.
Le 21 mai 1809, l'Embuscade quitta La Hougue pour patrouiller au large de l'Angleterre. Deux jours plus tard, elle revint en ramenant avec elle le brick Favourite, commandé par le capitaine Pike, de Yarmouth.

### Capitaine duPourvoyeur
Le 25 juin 1809, Balidar eut une fille avec Aimable Rose Demarigny, prénommée Alexandrine Rose. À cette époque, il était capitaine du Pourvoyeur, un lougre corsaire capturé à Jersey, armé de 40 hommes et de huit canon.
Le 18 septembre 1809, le Journal de Paris annonce que, 4 jours plus tôt, le « brave capitaine Antoni (sic) Balidar [...] a attaqué et après un combat des plus opiniâtres, a enlevé à l'abordage le cutter anglais John Bull armé de 10 caronades de 12 à 18 lb. de balles. »  Les Français rapportèrent avoir perdu un homme, contre 14 pour les Britanniques.
Balidar vendit à Dieppe les quatre prises de sa croisière de 20 jours : le John Bull, le Petit Arthur, l'Exchange (de Wells) et le Suckey. Il engrangea ainsi 447 862 francs.

### Capitaine de l'Indomptable
Le 18 juillet 1810, Balidar épousa Aimable Rose Demarigny. À l'époque, Balidar est répertorié comme capitaine du cotre l'Indomptable, un navire de 120 à 120 hommes et 18 canons, capturé aux Anglais en 1807 alors qu'il s'appelait Swan V et servait au Receveur des Douanes de Sa Majesté à Cowes.
Le 1er octobre 1810, l'Indomptable rencontra un convoi britannique au large du cap Lizard dans un épais brouillard et captura le navire marchand le Roden. Balidar en libéra le capitaine et son équipage, qui allèrent avertir la frégate d'escorte HMS Owen Glendower. Lorsque le brouillard se leva, l'Indomptable se retrouva à une courte distance de l'Owen Glendower et du Persian. Une courte canonnade blessa plusieurs membres de l'équipage de lIndomptable, qui abaissa le pavillon en signe de reddition. LOwen Glendower put alors aussi récupérer le Roden.
Emmené en Angleterre, Balidar fut détenu sur un ponton jusqu'en 1811, date à laquelle il s'évada et retourna en France.
À partir de 1812, il servit avec Surcouf. Le 8 janvier 1813, Balidar et Demarigny eurent un fils, Antoine Adolphe Constant.
Balidar fut à nouveau capturé par les Britanniques et libéré en 1814.

### Vie ultérieure
En 1815, Balidar affronta des douaniers, les roua de coups et leur vola leurs armes. Condamné à dix ans de prison, il s'enfuit, probablement en Amérique centrale, où il aurait pu prendre part à la guerre d'indépendance du Mexique.

## Postérité

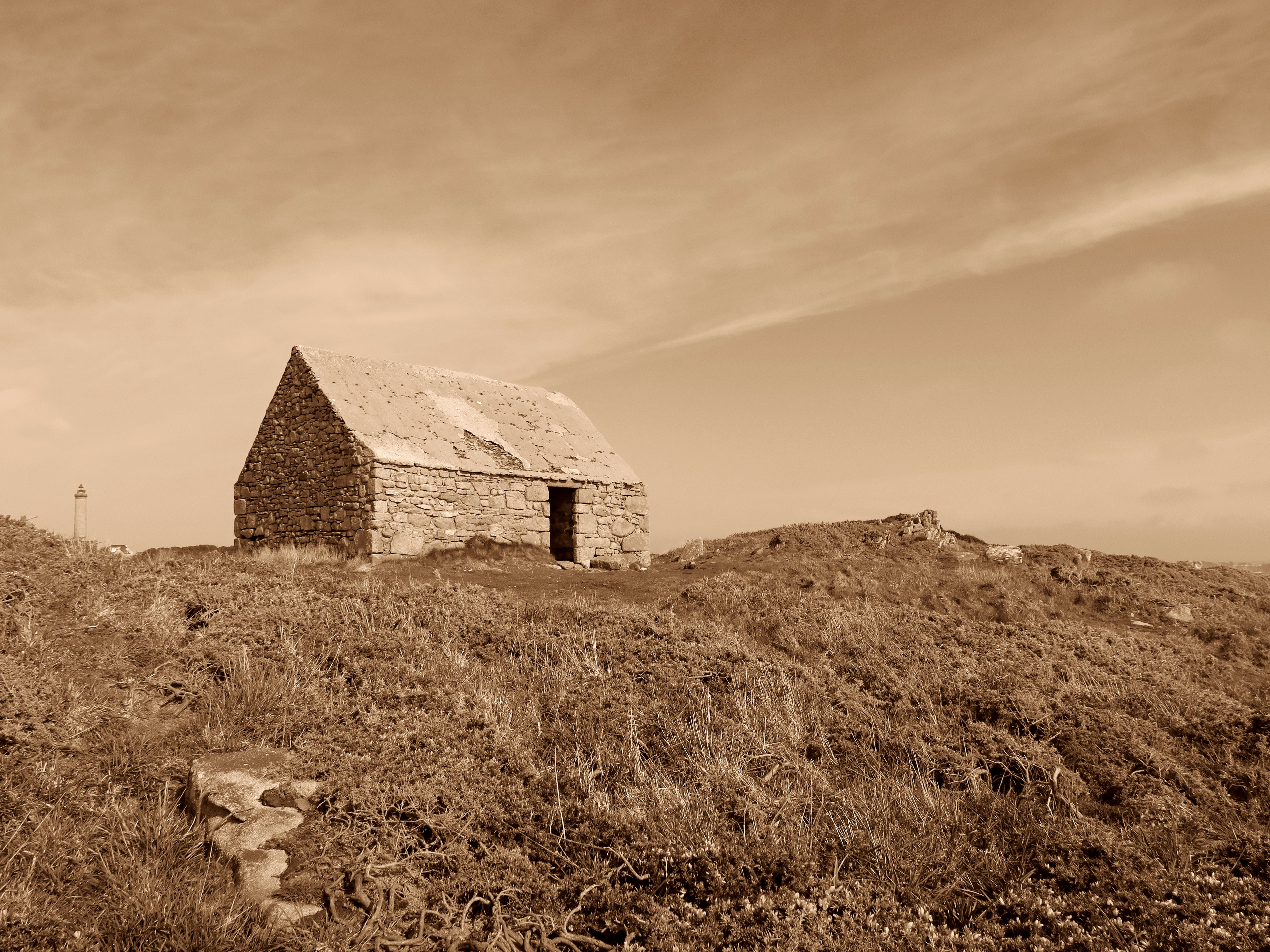
La maison dite « du Corsaire » sur l'île de Batz.

Une petite maison sur l'île de Batz, autrefois un corps de garde douanier, est aujourd'hui connue sous le nom de Maison du Corsaire, car Balidar aurait utilisé ce corps de garde comme escale lors de ses campagnes de chasse aux navires anglais pendant la période de la Révolution puis de l'Empire,.